# Gerrit Pressel
Gerrit Pressel (19 de junio de 1990) es un futbolista alemán que juega como centrocampista en el FC Teutonia Ottensen de la Oberliga Hamburg.

## Trayectoria
Hizo su debut sénior con el Willem II en la temporada 2010-11, cedido por el Hamburgo SV. Pressel había hecho previamente más de 50 apariciones para el Hamburger SV II. En julio de 2012, dejó el Hamburgo para unirse al Holstein Kiel de la Regionalliga Nord.

## Clubes
| Club                        | País         | Año       |
| --------------------------- | ------------ | --------- |
| Hamburgo S.V. II            | Alemania     | 2009-2012 |
| Willem II Tilburg (cedido)  | Países Bajos | 2011      |
| Holstein Kiel               | Alemania     | 2012-2014 |
| FC Eintracht Norderstedt 03 | Alemania     | 2014-2015 |
| SC Poppenbüttel             | Alemania     | 2015-2016 |
| FC Teutonia Ottensen        | Alemania     | 2016 -    |